# Götateatern
Götateatern var en teater i Göteborg som låg på Tredje Långgatan mellan 1975 och 1983. Framförallt spelade man barnteater. När Kulturrådet drog in anslaget tvingades teatern att lägga ned verksamheten trots Göteborgs kulturnämnds fortsatta stöd.